# Halowe Mistrzostwa Europy w Lekkoatletyce 1990 – bieg na 3000 m kobiet
Bieg na 3000 metrów kobiet – jedna z konkurencji biegowych rozgrywanych podczas halowych lekkoatletycznych mistrzostw Europy w  hali Kelvin Hall w Glasgow. Rozegrano od razu bieg finałowy 3 marca 1990. Zwyciężyła reprezentantka Holandii Elly van Hulst,  która tym samym obroniła tytuł zdobyty na poprzednich mistrzostwach.

## Rezultaty

### Finał
Opracowano na podstawie materiału źródłowego.
| Miejsce | Zawodniczka       | Czas    | Uwagi |
| ------- | ----------------- | ------- | ----- |
| 1       | Elly van Hulst    | 8:57,28 |       |
| 2       | Margareta Keszeg  | 8:57,50 |       |
| 3       | Andrea Hahmann    | 9:00,31 |       |
| 4       | Viorica Ghican    | 9:00,92 |       |
| 5       | Róisín Smyth      | 9:04,42 |       |
| 6       | Eva Jurková       | 9:06,76 |       |
| 7       | Valentina Tauceri | 9:11,20 |       |
| 8       | Sonia McGeorge    | 9:11,60 |       |
| 9       | Tanja Merchiers   | 9:16,74 |       |
| 10      | Begoña Herráez    | 9:20,69 |       |
| –       | Tanja Merchiers   | DNF     |       |
| –       | Orietta Mancia    | DSQ     |       |